# کوگارا بی (نیو ساوت ولز)
کوگارا بی (به انگلیسی: Kogarah Bay) یک حومه شهر در سیدنی، استرالیا است که در نیو ساوت ولز واقع شده‌است.